# Māmātīn-e Soflá
Māmātīn-e Soflá (persiska: Māmātīn, ماماتین سفلی) är en ort i Iran.   Den ligger i provinsen Khuzestan, i den centrala delen av landet, 500 km söder om huvudstaden Teheran. Māmātīn-e Soflá ligger 336 meter över havet och antalet invånare är 172.
Terrängen runt Māmātīn-e Soflá är varierad. Māmātīn-e Soflá ligger nere i en dal.Runt Māmātīn-e Soflá är det ganska tätbefolkat, med 58 invånare per kvadratkilometer. Närmaste större samhälle är Rāmhormoz, 15,5 km väster om Māmātīn-e Soflá. Trakten runt Māmātīn-e Soflá är ofruktbar med lite eller ingen växtlighet.